# Gärdesgölen (Eringsboda socken, Blekinge, 625505-147537)
Gärdesgölen är en sjö i Ronneby kommun i Blekinge och ingår i Nättrabyåns huvudavrinningsområde. Sjön är 3,3 meter djup, har en yta på 0,024 kvadratkilometer och är belägen 109 meter över havet.